# René Montrieux
Pour les articles homonymes, voir Montrieux.
René Montrieux (Angers, 23 décembre 1806 - Angers, 27 juillet 1883) est un entrepreneur français, député et maire d'Angers.

## Biographie
René Montrieux naquit à Angers. Après ses études secondaires, il se destine à devenir médecin et poursuit ses études à l'école de médecine de Paris. Il doit abandonner ses études pour remplacer son père malade, à la tête des ardoisières d'Angers.
En 1851, il crée la "Commission des ardoisières d'Angers" qu'il préside.
Il modernise l'entreprise familiale et adapte celle-ci aux nouvelles conditions d'extraction de l'ardoise, notamment en sous-sol par le creusement de galeries au détriment de l'extraction à ciel ouvert.
Il est également conseiller municipal en 1843 et adjoint au maire Augustin Giraud en 1846.
En 1859, il est élu maire d'Angers et le restera jusqu'en 1870. Chevalier de la Légion d'Honneur, décret du 14 août 1860.
Durant son long mandat, il entreprendra d'importants travaux de rénovation au centre-ville d'Angers, notamment le quartier du Ralliement qui est restructuré, le théâtre reconstruit et l'ouverture de nouvelles avenues. 
À travers la Commission des ardoisières d'Angers, il finance la construction d'écoles, notamment sur la commune de Trélazé dans laquelle se situent d'importants gisements d'ardoises.
En 1871, il devient député orléaniste et siègera à l'Assemblée nationale jusqu'en 1876.
Il meurt à Angers le 27 juillet 1883.

## Sources
- « René Montrieux », dans Adolphe Robert et Gaston Cougny, Dictionnaire des parlementaires français, Edgar Bourloton, 1889-1891 [détail de l’édition]